# شهرستان هوارد (میزوری)
شهرستان هوارد، میزوری (به انگلیسی: Howard County, Missouri) یک شهرستان در ایالات متحده آمریکا است که در میزوری واقع شده‌است.